# آچی کاستلو
اسی کستلو (به ایتالیایی: Aci Castello) یک سکونتگاه مسکونی در ایتالیا است که در استان کاتانیا واقع شده‌است.

## خصوصیات
اسی کستلو ۸ کیلومترمربع مساحت و ۱۸٬۰۸۴ نفر جمعیت دارد و ۱۵ متر بالاتر از سطح دریا واقع شده‌است.